# Dolichiscus pfefferi
Dolichiscus pfefferi là một loài chân đều trong họ Austrarcturellidae. Loài này được Richardson miêu tả khoa học năm 1913.